# Genting Perangkap
Genting Perangkap is een bestuurslaag in het regentschap Bengkulu Utara van de provincie Bengkulu, Indonesië. Genting Perangkap telt 274 inwoners (volkstelling 2010).